# Youth (ep)
Youth is de derde ep van de Nederlandse rockband Kensington, uitgebracht in 2008. Het was de eerste en enige ep die de band uitbracht op het label Snowstar Records. Dit is de eerste ep waarop huidige drummer Niles Vandenberg te horen is, en de laatste ep waarop gitarist Casper Starreveld ook leadzang verzorgde. Het nummer Youth werd in 2010 opnieuw opgenomen voor het debuutalbum Borders.

## Tracklist
| 1.                 | Safe                               | 3:34 |
| 2.                 | Youth                              | 3:05 |
| 3.                 | Zeros                              | 3:03 |
| 4.                 | Wanted / Needed                    | 4:05 |
| 5.                 | Safe (Nobody Beats the Drum remix) | 3:23 |
| Totale duur: 17:12 |                                    |      |

## Band
- Casper Starreveld - Zang, gitaar (leadzang op "Youth", "Zeros", "Wanted / Needed")
- Eloi Youssef - Zang, gitaar (leadzang op "Safe", "Youth", "Zeros")
- Jan Haker - Basgitaar
- Niles Vandenberg - Drums

## Overig
- Het laatste nummer is een remix door Nobody Beats the Drum van het nummer Safe, geproduceerd door Jori Collignon en Sjam Sjamsoedin voor 100% Halal Records.

Eloi Youssef · Casper Starreveld · Niles Vandenberg · Jan Haker